# Noel Browne
Noël Christopher Browne (irisch: Nollaig Críostóir de Brún; * 20. Dezember 1915 in Waterford, County Waterford; † 23. Mai 1997 in Baile na hAbhann, County Galway) war ein irischer Politiker, der für mehrere Parteien als Abgeordneter (Teachta Dála) im Unterhaus (Dáil Éireann) saß und für einige Jahre Gesundheitsminister war.

## Biografie
Nach dem Schulbesuch studierte er Medizin und schloss dieses Studium mit einem Medical Doctor ab. Anschließend war er als Praktischer Arzt tätig.
Seine nationale politische Laufbahn begann Dr. Browne als Kandidat der 1969 aufgelösten Partei Clann na Poblachta, für die er 1948 erstmals zum Abgeordneten des Unterhauses gewählt wurde und den Wahlkreis Dublin South-East vertrat.
Kurz nach seiner Wahl wurde er am 2. Februar 1948 in die vom parlamentarischen Führer der Fine Gael John A. Costello als Premierminister (Taoiseach) geleitete Koalitionsregierung berufen und war in dieser Gesundheitsminister. Am 11. April 1951 musste er wegen des sogenannten „Mother and Child Scheme“-Skandals zurücktreten und trug damit nicht unwesentlich zur Niederlage der Koalitionsparteien bei den Wahlen am 30. Mai 1951 bei.
Nachdem er aus der Clann na Poblachta ausgetreten war, wurde er 1951 als Parteiloser wieder zum Abgeordneten im Wahlkreis Dublin South-East gewählt und trat 1953 für kurze Zeit der Fianna Fáil bei. 1954 erlitt er jedoch eine Wahlniederlage und wurde erst 1957 wieder als Unabhängiger in den Dáil gewählt. 1958 gehörte er zu den Mitgründern der National Progressive Democrats und wurde für diese bei den Unterhauswahlen 1961 wiederum zum Abgeordneten im Wahlkreis Dublin South-East gewählt. Nachdem die National Progressive Democrats wieder aufgelöst wurden, trat er 1965 erfolglos als Parteiloser an.
1969 wurde er dann als Kandidat der Irish Labour Party wiederum zum Abgeordneten des Unterhauses gewählt und vertrat dort bis 1973 erneut den Wahlkreis Dublin South-East. 1973 verzichtete er auf eine erneute Kandidatur für den Dáil und wurde stattdessen für die von ihm 1977 mitbegründete Socialist Labour Party (Irland) als Vertreter der Universität Dublin Mitglied des Senats (Seanad Éireann). 1977 kandidierte er wiederum für das Unterhaus und wurde als Parteiloser wieder zum Abgeordneten gewählt und vertrat zunächst den Wahlkreis Dublin (Artane) sowie anschließend als Vertreter der Socialist Labour Party von 1981 bis 1982 den Wahlkreis Dublin North Central.
1982 verzichtete er auf eine weitere Kandidatur und schied aus dem Dáil Éireann aus.
1990 wurde er von einigen Politikern zum Kandidaten der Irish Labour Party für die Präsidentschaftswahl 1990 vorgeschlagen. Der damalige Parteivorsitzende Dick Spring hielt ihn jedoch aus vielerlei Gründen für den ungeeigneten Kandidaten und zog stattdessen die Professorin und langjährige Senatorin Mary Robinson vor und konnte diesen Personalvorschlag auch parteiintern durchsetzen. Aus Enttäuschung über die Nichtnominierung wurde Browne in den folgenden Jahren bis zu seinem Tod ein maßgeblicher Kritiker der letztlich zur Präsidentin gewählten Robinson.